# Blesk
Blesk es un periódico, diario Checo, clasificado como prensa rosa, redactado íntegramente en Checo y de pago, aunque se puede acceder gratuitamente al contenido del diario en internet. Blesk significa rayo en checo. Empezó a editarse en República Checa en 1992, su antecesor es el diario rosa suizo Blick. Desde 2002 es el diario más vendido y más leído de República Checa, según datos de 2007 contaba con 432 170 unidades, y 1 623 000 lectores.